# Grób rodziny Heiman-Jareckich
Grobowiec rodziny Heiman-Jareckich – trawertynowy grobowiec w katolickiej części Starego Cmentarza w Łodzi w kwaterze 9.
Grobowiec w formie jasnej piramidy z pozłacanym krzyżem i pozłacanymi inskrypcjami informującymi o pochowanych osobach. Pomnik został odrestaurowany ze środków Towarzystwa Opieki nad Starym Cmentarzem w 2002 roku przez Bożenę Boba-Dygę.

## Pochowani
- Edward Heiman-Jarecki (1856–1933) – fabrykant, działacz społeczny
- Gustaw Heiman-Jarecki (1863–1943) – doktor medycyny, major Wojska Polskiego
- Helena Heiman-Jarecka (1863–1944) – żona Edwarda
- Felicja Szererowa z d. Heiman-Jarecka (1883–1956)
- Aleksander Heiman-Jarecki (1886–1966) – senator, działacz społeczny, syn Edwarda